# سالو، فنلاند

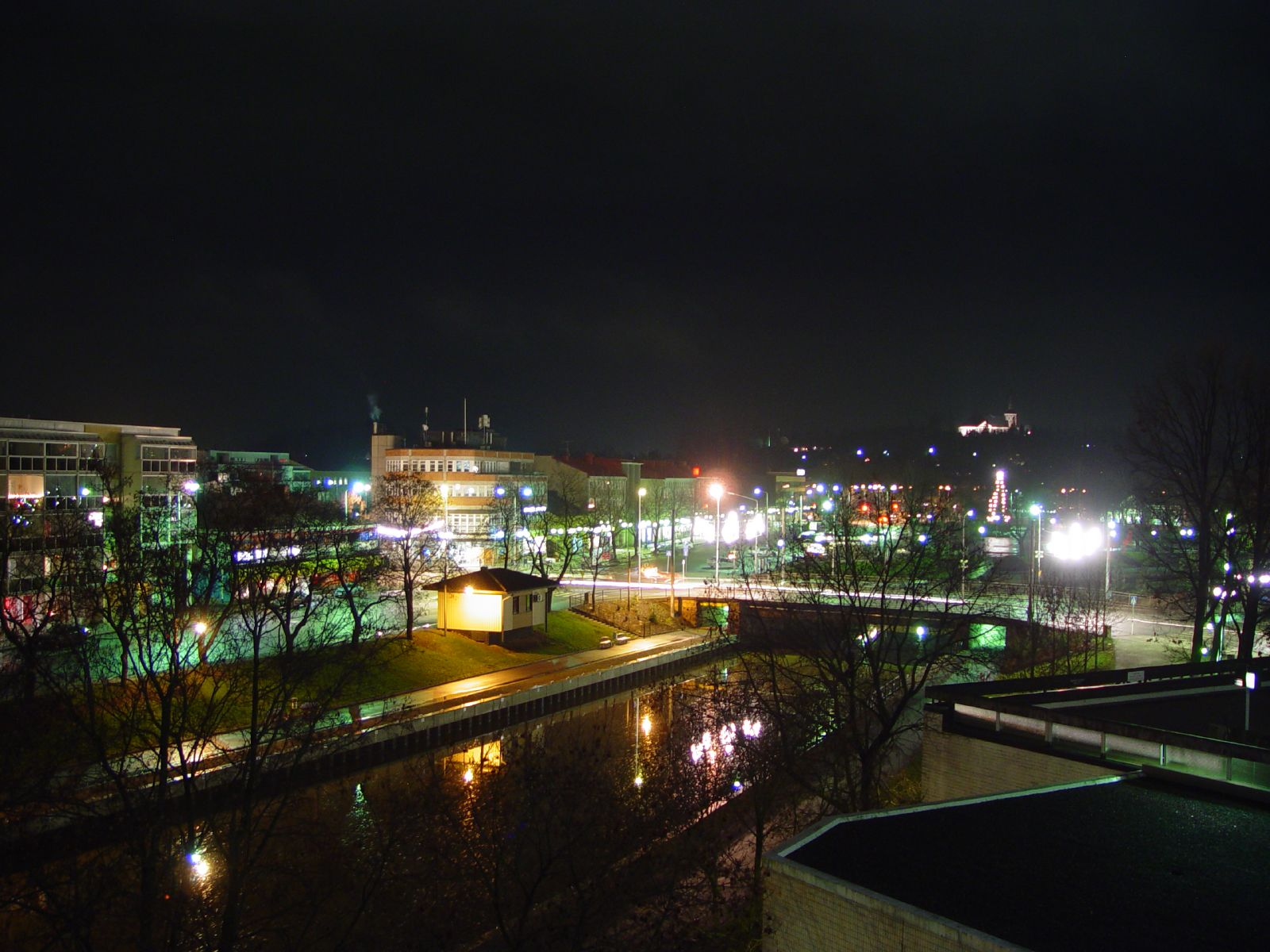
نمایی از شهر «سالو، فنلاند» در شب - ۲۰۰۳

سالو، فنلاند (انگلیسی: Salo, Finland) یکی از شهرهای فنلاند است.